# FirstRand
FirstRand Limited ist eine südafrikanische Bankengruppe mit Sitz in Johannesburg und eines der größten Unternehmen Afrikas.

## Unternehmensaktivitäten
Die FirstRand-Gruppe verwaltet insgesamt ein Vermögen von 900 Milliarden Rand.
Zum Portfolio von FirstRand gehören die Filialbank First National Bank (FNB) mit 766 Filialen, die Versicherung Momentum, die Investmentbank Rand Merchant Bank und die auf Autofinanzierungen spezialisierte WesBank, so dass die gesamte Bandbreite an Finanzdienstleistungen angeboten wird.
Das Tochterunternehmen FirstRand Namibia ist das größte Kreditinstitut in Namibia.

## Geschichte
FirstRand entstand im April 1998 durch den Zusammenschluss der Bankaktivitäten der Anglo American Corporation of South Africa Limited (AAC) und der Rand Merchant Bank Holdings Limited (RMBH). Am 25. Mai 1998 wurde das neue Unternehmen erstmals an der Börse von Johannesburg notiert.
Anglo American und De Beers waren ursprünglich Hauptanteilseigner von FirstRand, haben aber bis 2003 ihre Anteile verkauft, um sich auf ihre Bergbauaktivitäten zu konzentrieren. RMBH hat derweil seinen Anteil von 25 % auf 32,83 % erhöht.
Die FNB geht zurück auf die 1838 gegründete Eastern Province Bank in Grahamstown und ist damit die älteste Bank Südafrikas.

## Aktie
Die Aktie der FirstRand Limited ist an der Johannesburger Börse und an der Börse Namibia notiert. Nach Marktwert gehört FirstRand Limited zu den größten Unternehmen Afrikas und ist daher auch im 2008 neu geschaffenen S&P Africa 40 Index enthalten.

## Sonstiges
Die First National Bank war einer der „Nationalen Förderer“ der Fußball-Weltmeisterschaft 2010 und ist namensgebender Sponsor des Soccer City (FNB-Stadion) in Johannesburg, des größten Stadions Afrikas, in dem u. a. das Eröffnungsspiel und das Finale ausgetragen wurden.
Die FirstRand Limited stellt 1 % der Gewinne in eine gemeinnützige Stiftung namens FirstRand Foundation ein. Diese wurde 1998 ins Leben gerufen und zum 20-jährigen Jubiläum wurde ein Buch über ihr Wirken herausgegeben.
Darüber hinaus wurde 2005 die FirstRand Empowerment Foundation mit den folgenden Gründungsmitgliedern etabliert: FirstRand Limited, FirstRand Bank Limited, Kagiso Charitable Trust, The WDB Trust, WDB Investment Holdings (Proprietary) Limited, Mineworkers Investment Trust und MIC Financial Holdings (Proprietary) Limited. Das Ziel dieser Stiftung ist die Bekämpfung von Armut, Arbeitslosigkeit und Chancen-Ungleichheit mittels systemrelevanter sozialer Investitionen im Bildungswesen. Sie wird finanziert aus Aktiendividenden von FirstRand, MMI und Discovery.